# 神ノ牙-JINGA-
『神ノ牙-JINGA-』（かみノきば ジンガ）は、2018年10月4日から12月28日までTOKYO MX（地上波）、BS11、ファミリー劇場 (CS) で放送された連続テレビ特撮ドラマ。

## 概要
2015年に放送された『牙狼-GARO- -GOLD STORM- 翔』などで敵キャラクターとして登場したジンガが転生した御影神牙を主人公とした物語。これまでの牙狼シリーズはテレビ東京系列を中心に放送されていたのに対し、本作品はネット形態が大幅に変更され、地上波での放送はローカル放送となっている。また、BSでの放送も従来のスター・チャンネルからBS11に変更されている。

## 製作
シリーズ総監督の雨宮慶太は『牙狼-GARO- 〜闇を照らす者〜』同様原作の形に留まっている。また、EPISODE 09では主演の井上正大が初の監督を務める。
井上正大曰く、雨宮慶太から1クールをジンガに任せると言われ、その責任の重みを感じる中でプロデューサーの林洋輔や監督の梅津芳臣と、相談しながら作り上げた作品だという。
制作陣は、ジンガは最高のサブキャラクターであり、1人で1クールを作るのは難しいという判断があり、ジンガともガロとも違う御影神牙という人物が創造された。全体を通してホラー・ジンガの物語でありながら、序盤は御影神牙の物語であるように見えるように作っている。そのため、井上正大は本作のエンディングが、ファンからハッピーエンドとバッドエンドという2通りに見えたという感想をもらい、思い通りに制作できたことを実感したという。

## ストーリー
かつて最凶と恐れられていたホラー喰いのホラー・ジンガは、魔界にてホラーの始祖・メシアとの戦いに挑むも敗北し、悠久の時を経て当時の記憶を無くした魔戒騎士・御影神牙に転生する。相棒の魔戒法師・楓沙と魔戒騎士を目指す弟・御影刀眞と共に魔戒騎士としての使命に勤しむ神牙は、魔戒騎士であった父・御影瑞斗と母・御影小百合を喪った半年前の忌まわしき事件以降、ホラー化した者を斬ることを躊躇していた。しかし、とあるホラーに右手を噛まれたことをきっかけに、神牙はホラー化した者を右手で斬ってホラー化以前の姿に復活させる謎の力を発揮するようになる。
神牙の件はすぐ番犬所の知るところとなり、それを目の当たりにした魔戒騎士・狼斬と紫仗は一旦神牙への疑いを解くが、それと前後して始まった黒装束の女の暗躍に呼応するかのごとく豹変した神牙は、紫仗をはじめとして関わった人たちを次々と殺害していく。

## 登場人物

### 主要人物
ジンガ
本作品の真の主人公。かつて「神の牙」と呼ばれるほどの実力を持っていた元魔戒騎士のホラーで、神牙の本来の人格。
常に他者を見下す態度を崩さない傲岸不遜な性格で、残虐さと狡猾さをも併せ持ち、人間態時でも狼是と渡り合えるほどの強さと相手の動揺を誘う巧みな話術を有する。同族を食らう“ホラー喰い”であり強い者との戦いに喜びを見出す戦闘狂でもある。
EPISODE 01で神牙がカデーナに右手を噛まれた際に彼の中で因子として復活を遂げて以来少しずつ覚醒を始め、EPISODE 04のアミリの暗躍に呼応するかの如く人格が表層化し、後述の凶行を行うようになる。
EPISODE 06の神牙の夢の中にて彼と邂逅を果たし、肉体を無数の蝙蝠に分裂させるなどの能力で神牙を追い詰めるも、死闘の末に一度は退けられるが、EPISODE 11で神牙が楓沙を手にかけた際に再び彼の前に姿を現す。互いの存在を賭けた決戦の末、神牙の力の真実と刀眞を含めた彼に斬られて人間に戻ったホラーたちが再びホラー化して人々を襲う姿を目の当たりにさせることで彼を完膚なきまでに絶望の淵に追いやって勝利し、神牙の人格を消滅させ完全復活を遂げる。そして、狼斬と変異した刀眞ホラー態を斬り捨てた後、いずこへと飛び去った。
自身の生まれ変わりである神牙に対しては彼を乗っ取り上述のような凶行を行っていたが、彼の歪んだ正義に対しては本質を突いた発言をしたり、彼を試すかのような発言をしておりある意味神牙を試していたとも取れる言動をしていた。
通常ホラー化した人間は魂を失うが、彼には魂が残っていたらしくそのお蔭で御影神牙が誕生した。また、ホラーは討滅されると記憶を失うらしいが彼はかつて黄金騎士牙狼である道外流牙と戦ったことを覚えていたようで、2度も自身を退けたことを高く評価している模様。
御影 神牙（） / 影煌騎士狼是（）
本作品の偽りの主人公。影煌騎士ローゼの称号を持つ魔戒騎士。
灰色の鞘に入った魔戒剣を武器に、楓沙との息の合ったコンビネーションでホラーを追い詰める。使用する魔導火の色は銀色。
その正体は、ホラー喰いのホラー・ジンガがホラーの始祖・メシアに敗れた後、再び魔戒騎士として転生した存在。前世の記憶は喪失しており、魔戒騎士としての使命に忠実な実直な性格だが、物語開始の半年前に起きた両親の死が原因のトラウマに苦しみ、ホラーを討滅することに躊躇してしまう。
ホラー・カデーナとの戦闘で右手を噛まれて以来、右手に狼の牙のような奇妙な形状の痣が残り、右手でホラーを斬った後に憑代となった人間が憑依される以前の状態で復活するという不可解な現象が起こるようになる（後述）。
EPISODE 04の終盤以降、自身の監視役として置かれた紫仗を殺害したり、ホラーに憑依された人間を復活させずに抹消する、悪人であったとはいえホラーに襲われている人間を見殺しにしたりするなどジンガの人格が表出した残虐な性格に豹変するようになるが、豹変している間の記憶は無く、本人も楓沙に指摘されるまで気が付かなかった。
「ホラーになるべくしてなる人間などいない」という信念のもと、自身に宿った力でホラー化した人間を救うために奮闘するが、次第にその力を自分だけに授けられた特別なものと盲信して独自の使命感を抱き始め、楓沙らの心配を構わず独走するようになる。EPISODE 08でかつて自身に討滅され、更生したはずの人間が再び悪人に逆戻りして悪事に手を染める姿を目の当たりにして、深い絶望感に苛まれると同時にそのことをきっかけとして自身の力と信念を疑問視するようになった周囲への不信感を抱き始める。以降、楓沙や狼斬の言葉に耳を貸すことなく一方的に拒絶したり、自身の力と信念を否定する者や行動を阻害する者を躊躇なく切り捨てるようになる。
本作品のアバンタイトルでは転生するまでの経緯が影絵のアニメーションで表現されている。
アミリ
ジンガの妻であった元魔戒法師のホラー喰いのホラー。
神牙にしか感知できない青色の蝶のような使い魔を使役しており、黒装束の女として人間に陰我の宿ったオブジェを与えてホラーを憑依・増殖させ暗躍していた。瑞斗をホラー化させた張本人でもあり、「父がホラー化した」というトラウマを神牙に与えることにより、神牙にとって都合の良いまやかしの力に依存させるように仕向けた。
メシアに敗れたジンガの魂をずっと探していたらしく、その真の目的はジンガを完全復活させることだった。
人間に興味の無いジンガと違い、過去の経験から人間を嫌悪し、狼斬と対峙した際には人間への憎悪と、その人間を守る魔戒騎士への敵意を露わにしている。
アルヴァ
神牙が身につけている魔導輪。
女性の顔を模した指輪のような形状をしており、ノリの軽い女性のような口調で話す。
豹変した神牙が凶行を重ねる際にはなぜか一切口出しをしなかったが、EPISODE 11で番犬所の命令に背いて暴走する神牙の行動を諌める発言をしたことで神牙に見限られ、手放されてしまう。
本作品の次回予告のナレーションも務めている。
楓沙（）
神牙の相棒の魔戒法師。
最強の魔戒騎士のパートナーとなることを目標としている。魔導筆や魔導札を用いた法術や体術を得意とし、魔界竜の稚魚を使役する。
神牙を慕っているが、トラウマを克服できない彼を一時は見限ろうとしていた。自身の力を過信して独走を始めたり、時折残虐な性格に豹変するようになった神牙に戸惑いを隠せず、神牙の力と信念に対する疑問や自分が神牙を支えきれていないのではないかという不安を抱きながらも神牙を信じ続けている。しかし、神牙への想いとは裏腹に不信感を募らせた神牙の凶刃によって殺害される。
御影 刀眞（）
神牙の弟。
物語開始直後は葉祐の下で修行をしており、ノンロッソ討滅後に神牙たちと合流した。まだ魔戒剣は扱えないが、優れた剣の腕と身のこなしを持つ。
半年前の事件の際、瑞斗のホラー化を知らなかったため、小百合を神牙に殺害されたと誤解して瑞斗を庇い、神牙を罵倒した。当時の記憶は葉祐によって消されていたが、ホラー・フォーンスの罠にはまり、強制的に思い出させられてしまう。ホラー化を経て討滅された（#刀眞ホラー態を参照）後はホラー化させられる際の記憶を持ったまま復活し、誤解を解いて改心している。
しかし、EPISODE 11にて神牙が楓沙を殺害したことで彼に対する憎悪を募らせ、神牙に「お前は兄でも魔戒騎士でもない、ホラーだ!!」と言い放ち再びホラー化する。
葉祐（）
楓沙の師匠である魔戒法師。
自身の生まれ故郷である修錬場で、導士として魔戒騎士や魔戒法師を目指す子供たちを指導している。
瑞斗と小百合が殺害された現場に居合わせており、その一部始終に関する刀眞の記憶を抹消した。
EPISODE 07で楓沙に魔導火では探知できない人間の心の奥底に潜む性質を有するホラーを探知する秘術を授ける。EPISODE 11、最終話で神牙の力の真偽を証明するために自ら番犬所へ赴き、ケルスらの前で捕縛されたヒトシにその術を施そうとするもその力がまやかしであったことを証明する結果となってしまった。
ラストで刀眞の勾玉と神牙に手放されたアルヴァと楓沙の魔導筆を回収した。
御影 瑞斗（）
神牙と刀眞の父。
御影家は代々続く魔戒騎士の家系であり、神牙と刀眞を厳しく指導しながらも優しく見守っていた。
物語の半年前にアミリの手によって陰我の宿った小剣を突き刺されてホラーと化し、小百合を殺害した後神牙に討滅される。神牙が所持していた彼の形見の勾玉は、EPISODE 02の終盤で刀眞に譲渡される。
御影 小百合（）
神牙と刀眞の母。
我が子を温かく見守っていたが、ホラー化した瑞斗に殺害された。
狼斬（）
番犬所から厚い信頼を寄せられているエリート魔戒騎士。
極めて実直で厳格な性格で、魔戒槍を武器とし、鎧を召還しなくてもホラーを一突きで討滅できるほどの強さに加え、ホラーの出現現場の痕跡や残留思念から戦闘の状況を再現する能力を有する。使用する魔導火の色は紫色。
ケルスからの指令を受け、紫仗を連れて神牙の調査・監視に派遣される。神牙の力を人間の希望とみなす一方、彼の過去と右手の痣から闇堕ちの可能性も疑っており、魔戒騎士の掟に背きかねない彼の力との共存の可能性についても疑問視している。神牙との接触を経て一旦は疑いを解き、紫仗に神牙の監視を任せて動向を見守るが、紫仗が消息を絶ったことで再び神牙に疑いの目を向ける。
楓沙の話から神牙の身に起きた異変を察知し、その後も修錬場の導士親子の殺害事件が発生したことや番犬所の命令に背いて独走する神牙の姿から彼への疑念をさらに深め、その力の真偽を確かめるべく神牙を番犬所へ連行することをケルスに申し出る。EPISODE 10で神牙に番犬所への出頭を命じるが、神牙がそれに背いて刀眞を連れて姿を消したことから彼が番犬所に反逆したと見なし、捕縛すべく行方を突き止め対峙する。その後乱入してきたアミリと対峙した際に全ての真相を知るが、その直後に神牙を乗っ取ったジンガに瞬殺される。
紫仗（）
新米魔戒騎士。
明るく気さくな性格で狼斬を「大師」と呼び慕い、彼と共に神牙の調査・監視に派遣される。当初は神牙の力の存在を疑問視していたが、その現場を目の当たりにして驚愕する。狼斬の命令で神牙のもとに置かれてまもなく、豹変した彼に殺害される。死は公にされておらず、楓沙たちからは「急に消息を絶った」と認識されていた。
ケルス
番犬所の女性神官。
神牙の持つ特異な力に目をつけ、狼斬に彼の監視を命じる。
ルミド&ラメド
ケルスの従者2人組。
両目の周辺に施されたアイマスクのようなフェイスペイントが特徴。

### その他
昴流（）
修錬場で修行している魔戒騎士見習いの少年。
修錬場の子供たちの中でも最強と謳われるほどの実力者であり、導士である父・要の下で鍛錬を続けている。自身に勝負を挑んできた刀眞を一蹴するも彼の力を認めて友情を結ぶが、その夜に豹変した神牙によって父諸共殺害される。
鵜飼（）
神牙の前に現れた魔戒法師の男。
非常にヒステリックな性格の持ち主で、神牙の力に心酔しており、彼を救世主と崇めている。戦闘力は皆無だが、番犬所を上回るほどのホラーの探知能力と番犬所ですら感知できない特殊な結界を展開する能力を有する。
一人でも多くのホラー化した人間を他の魔戒騎士たちに討滅される前に救いたいという神牙の考えに同調し、彼に協力を持ちかける。挙句の果てには、楓沙の反対を押し切って管轄外の場所にまで手を伸ばそうと画策するが、山浦が変貌したホラーとの戦闘にて窮地に陥った神牙を救うために術でホラーの動きを封じるも打ち破られ、ホラーが生み出した分身によって神牙に助けを求めながら捕食された。
八珪法師（）
刀眞の前に現れた魔戒法師の男。
狼斬らと共に神牙の捕縛に派遣され、刀眞を保護しようとするが、刀眞ホラー態に捕食された。

## ホラー
素体ホラー
陰我を持つ生物・物に憑依する以前の状態の下級ホラー。
ノンロッソ
EPISODE 00に登場。
自身の子供を守るためなら手段を選ばない母の歪んだ愛情につけ込むホラー。保険金目当てで夫と彼の不倫相手に殺されかけ、自身の子供たちを守るために衝動的に不倫相手を殺害した母・玲奈の「自身を犠牲にしてでも子供たちを守りたい」という想いに反応し、家族写真の入った写真立てをゲートとして彼女に憑依した。夫を捕食した後、子供たちの願いを叶えるために夜な夜な繁華街に出向いては色香で男性を誘惑し、金銭を巻き上げた後に捕食していた。正体は昆虫の意匠を持つサキュバスのような姿で、飛行能力を持つ。
神牙と楓沙に正体を暴かれて交戦し、トラウマから剣を振るうことを躊躇する神牙を苦戦させるが、楓沙の掛け声で一時的にトラウマを克服した彼に両断され、討滅される。
カデーナ
EPISODE 01に登場。
同級生たちの凄惨ないじめに遭い続けていた女子高生・佳菜恵が抱いた憎悪に反応し、夜の校舎で拘束に用いられていた鎖をゲートとして彼女に憑依したホラー。正体は頭部が無数の角と甲殻に覆われた獣のような姿で、噛みついたり、鎖を飛ばしたりして攻撃する。
親友の佳菜恵を心配して夜の校舎を訪れた敦美すら陥れようと目論む同級生たちに襲いかかったところを神牙と楓沙に阻止され、彼らと交戦する。自身を庇おうと敦美が乱入した隙をついて正体を現し、神牙の右手に噛みついて負傷させるが、狼是となった彼に斬られて討滅される。しかし、その直後憑依される以前の状態で佳菜恵が復活する不可解な現象が起こり、敦美と記憶操作の影響か和解した同級生たちと共に幸せな生活を送っていたが、最終話のジンガの合図により再びホラーと化し、敦美と同級生たちを捕食した後、ジンガの元へ召集され、刀眞ホラー態に吸収された。
フォーンス
EPISODE 02に登場。
鏡に憑依して自身がゲートとなることで魔界から別のホラーを召還し、鏡を見た者に憑依させる性質を持つホラー。戦闘能力は持たないが、鏡面から禍々しい光を発してそれを浴びた者に幻覚を見せ、その者の陰我を増幅させる能力を持つ。
とある屋敷の中に設置されていた姿見鏡に憑依し、屋敷全体に結界を張って潜んでいた。番犬所からの指令を受けて討滅に訪れた神牙と楓沙に光を浴びせ、同行していた刀眞にも幻聴でおびき寄せて光を浴びせる。まもなく、幻覚を打ち破った神牙に両断されて討滅されるが、刀眞をホラー化させることには成功する。
刀眞ホラー態
EPISODE 02に登場。
フォーンスの罠にはまって半年前の事件の記憶を強制的に思い出させられた刀眞の心の隙をつき、神牙への復讐心を陰我に憑依したホラー。素体ホラーをベースとした悪魔の騎士のような姿をしており、素早い身のこなしと長剣を武器とする。また、ホラー喰いのホラーでもあり、同族であるホラーを吸収して強化する性質を持つ。
刀眞のホラー化に動揺していた神牙と楓沙を刀眞の姿と声によってさらに動揺させ、追い詰める。最後は迷いを捨てた神牙に圧倒されて正体を現すが、狼是の一突きで動きが鈍ったところを両断されて討滅される。最終話にて再び登場する。
刀眞変異ホラー態
最終話に登場。
ホラー化した刀眞がジンガの元へ招集された無数のホラーを次々と吸収して巨大化したのち、ほぼ元のサイズに戻ってさらに飛行能力を備えた異形の容姿へと変貌を遂げた存在。
全てにおいてパワーアップしておりジンガと壮絶な空中戦を繰り広げるが、最期には彼に一太刀の下に斬り伏せられ、謎の光を残して捕食される。
石田ホラー態
EPISODE 03に登場。
かつて自身が見逃した暴漢に妻子を殺されて心を病み、「クズは殺しておくべきだった」という思考に至った元プロレスラーの男・石田に憑依したホラー。ホラー化後は、息子の形見である手製のフェイスマスクを被って地下闘技場の人気ファイターとして活躍する傍ら、悪人のみを標的として捕食活動を行っていた。怪力とプロレス技を駆使した肉弾戦を得意とし、ホラーとしての本性を現した際には、姿は人間のままながらも筋肉がさらに盛り上がり、口には牙が生える。
自身の強さと人気に嫉妬し、試合前に闇討ちをしてきたファイター・フォクスに報復しようとしたところを神牙に阻止されて交戦し、衆人環視の中で鎧を召還できない神牙を苦戦させるが、楓沙の術によって観衆の目が逸れた一瞬の隙をついて狼是となった彼に斬られ、討滅される。その後、石田は復活し、改心して弟子入りを志願してきたフォクスを弟子として迎え入れるが、最終話のジンガの合図により再びホラーと化し、フォクスを捕食した後、ジンガの元へ召集され、刀眞ホラー態に吸収される。
男A、男B
EPISODE 04に登場。
ジンガによって一時的に人間に戻ったホラーの2人組。男Bはホラー態や能力などは不明だが、男Aは紫仗と狼斬にホラーであるとは気づかれることなく、気を失っていたところを目覚めさせられる。
共に最終話のジンガの合図により再びホラーと化し、ジンガの元へ召集された後、刀眞ホラー態に吸収される。
ホームレスの男
EPISODE 04に登場。
アミリから与えられた陰我の宿った西洋人形をゲートとして出現したホラーに憑依される。高い身体能力と傘を用いたトリッキーな戦法で紫仗を翻弄するも駆け付けた神牙に討滅される。
最終話のジンガの合図により再びホラーと化し、ジンガの元へ召集された後、刀眞ホラー態に吸収される。
メイレー
EPISODE 05に登場。
母に借金を肩代わりさせられてすべてを失った女性・梨花の絶望につけ込み、蒸発した彼女の母が残した腕時計をゲートとして憑依したホラー。他人を裏切って絶望を与えることに愉悦を感じる陰湿な性格で、とあるキャバクラ店にてサービス嬢を務めながら男性客を誘惑して弄び、破滅に追いやった末に捕食したり、自殺に追い込んだりしていた。正体は白髪と2本の角を生やした山姥のような姿で、素早い身のこなしと鋭利な爪を武器とする。
前述の行為から楓沙に着目され、潜入調査の末に正体を暴かれる。楓沙に梨花の過去を見せて動揺させ、絶望させたうえで喰らおうと正体を現してダメージを与えるが、駆けつけた神牙に単独で追跡される。楓沙が後から駆けつけた場所には梨花の腕時計だけが残っており、そこに佇む神牙のそれまでとは異なる様子から、豹変した彼によって完全に討滅されたことが示唆されている。
レビジュ
EPISODE 06に登場。
アベックの男性・ヒトシに憑依していた宝石好きのホラー。恋人・アケミと共に着ぐるみ姿で強盗を繰り返しながら、目撃者を捕食していた。正体は両腕に鉱石のような形状のトゲを生やした悪鬼のような姿で、両腕のトゲを相手に叩きつけて攻撃する。
強盗を行った直後に遭遇した神牙と楓沙に正体を暴かれ、神牙に討滅される。その後、復活したヒトシは着ぐるみ姿で子供に接するなど優しい性格となり、彼のホラー化を知ったうえで強盗に加担していたアケミもホラー化にまつわる記憶を楓沙に消され、ヒトシと共に穏やかな生活を送っていたが、その後も再び悪事を重ね続けて悪人に逆戻りしてしまう。EPISODE 08、10でアケミと共に神牙と再会し、アケミ討滅後は狼斬の部下に連行される。最終話で番犬所にて葉祐らの審問を受けている最中に再びホラーと化し、ジンガの元へ招集された後、刀眞ホラー態に吸収される。
アケミホラー態
EPISODE 08、10に登場。
ヒトシの恋人・アケミに憑依したホラー。
悪人に逆戻りしたヒトシと共に悪事を重ねていく中で陰我が生じ、ホラーに憑依される。彼と共に強盗をしていた際に追跡してきた神牙と再会し、追い詰められた末に正体を現すが、狼斬に討滅される。
ロスカ
EPISODE 08に登場。
整備工場を営んでいたが、詐欺によって多額の借金を背負わされた男性・岡島の怒りと絶望につけ込み、憑依したホラー。正体は重装甲に身を包んだ鎧兵のような姿で、怪力と右手に備わったマシンガンによる銃撃を得意とする。
鵜飼の結界に動きを封じられた後、彼の手引きで討滅に訪れた神牙たちと交戦する。正体を現して神牙たちを圧倒するも狼是となった神牙に逆に圧倒され、討滅される。その後、岡島は復活を遂げるが、最終話のジンガの合図により再びホラーと化し、ジンガの元へ招集された後、刀眞ホラー態に吸収される。
貴恵ホラー態
EPISODE 08に登場。
女優を目指していたが、夢を果たせぬまま絶望した女性・貴恵に憑依したホラー。
鵜飼の手引きで討滅に訪れた神牙に討滅された後復活するも、最終話のジンガの合図により再びホラーと化し、ジンガの元へ召集された後、刀眞ホラー態に吸収される。
元木ホラー態
EPISODE 08に登場。
友人に恋人を奪われた男性・元木に憑依したホラー。
鵜飼の手引きで討滅に訪れた神牙に討滅された後復活するも、最終話のジンガの合図により再びホラーと化し、ジンガの元へ召集された後、刀眞ホラー態に吸収される。
山浦ホラー態
EPISODE 08に登場。
とある建設現場にて残業をさせられていた作業員の男性・山浦に憑依していたホラー。ホラーとしての本性を現した際は、姿は人間のままながらも体が巨大化して口には牙が生え、神牙を圧倒するほどの怪力と一回り小柄なサイズの分身に分離して連携攻撃をする能力を有する。
神牙を圧倒していたところを鵜飼の術によって一時的に動きを封じられるが、分身を分離させて鵜飼を捕食する。最後は神牙の一突きで分身諸共討滅される。その後、山浦は復活を遂げるが、最終話のジンガの合図により再びホラーと化し、ジンガの元へ招集された後、刀眞ホラー態に吸収される。
中年男
EPISODE 10に登場。
一流企業に勤めているが、若い女性が好きなサラリーマンの男に憑依したホラー。
女を金で誘っては喰らっていたが、美人局に遭ったことから、そのグループの男性3人を仲間の女諸共捕食した。その直後に対峙した神牙に討滅されるが、その後の動向は描写がないため不明。
ジンガホラー態
ジンガの真の姿。2本の角を持つ赤色の鬼神のような姿をしている。
巨大な翼と尾を持つ飛翔態に変身できるほか、今作では肉体を無数の小さな蝙蝠に変化させ分裂する能力を有することが判明した。

## 関連用語
影煌騎士狼是（）
神牙が漆黒の鎧を纏った姿。
全体的にあせた色合いで、ところどころが赤みを帯びた鎧の頭部の形状はジンガ・ホラー態を想起させるもので、牙を露出しない口元と鬼のような2本の角が特徴。刀身が朱色に染められた魔戒剣が変化した両刃の長剣を武器としてホラーを討滅する。
鎧召還の動作は自身の周囲を螺旋状に切り裂いて円を描いた後、左手を挙げて独特のポーズを取る。
神牙の力(仮称)
EPISODE 01終盤以降、神牙が発揮するようになった、痣を持つ右手でホラーを討滅した際に憑代となった人間を憑依される以前の状態に復活させる力。復活した者たちはホラーの刻印が消えて憑依前の人格に戻っているが、同時に討滅されたホラーが魔戒剣に封印されていないという不可解な現象も起こっている。
一部の者からは「奇跡の力」と崇拝されている一方、前例のない未知の力であると同時にホラー化した者を人間に戻すという魔戒騎士の掟に背きかねない力でもあるため、狼斬らからは疑問視されている。
しかし、その正体は神牙がカデーナに噛まれた際に復活を遂げたジンガの因子が、神牙に自身の糧となるホラーを集めさせるために授けたまやかしの力であったことが最終話で判明する。今まで彼に斬られた者たちはジンガの力によってホラーに憑依されるほんの一瞬前までに戻されていただけに過ぎず、最終話のジンガの合図によって全員が一斉にホラーへと逆戻りした。

## キャスト

### レギュラー・準レギュラー
- 御影神牙 / ジンガ - 井上正大
- 楓沙 - 向里憂香
- 御影刀眞 - 萩原壮志
- 御影小百合 - 安藤聡海
- 狼斬 - 高杉亘
- 紫仗 - 菅原昌規
- 葉祐 - 小木茂光
- 御影瑞斗 - 風間トオル
- ケルス - 湯本美咲
- ルミド - 岩田有弘
- ラメド - 佐藤大介
- アミリ - 松野井雅

### 声の出演
- アルヴァ - 松野井雅
- ホラー - 西凛太朗

### スーツアクター
- 影煌騎士狼是 - 松岡航平
- ノンロッソ - 髙嵜百花
- カデーナ - 坂井良平
- レビジュ - 中山甲斐
- ジンガ（ホラー態） - 和田三四郎
- ロスカ - 鈴木大樹

### ゲスト
- 玲奈 - 梅宮万紗子（00）
- 拓海 - 石塚獅桜（00）
- 佳菜恵 - 永井理子（01,02,12）
- 敦美 - 久田莉子（01,02,12）
- 理緒 - 武内おと（01,02）
- 少年時代の神牙 - 樋口天翔（02,10）
- 少女時代の楓沙 - 兵頭莉音（02,10）
- 石田 - 藤田和之（03,12）
- フォクス - 黒石高大（03,12）
- 梨花 - 清水葉月（05）
- ヒトシ - 高野春樹（06,08,10 - 12）
- アケミ - 冨手麻妙（06,08,10）
- 昴流 - 鈴木福（07）
- 要 - 二階堂智（07）
- 圭将 - 根本拓洋（07）
- 大輝 - 山下心煌（07）
- 弓葉 - 田中千空（07）
- 祐奈 - 福田真央（07）
- 鵜飼 - 池田良（08）
- 貴恵 - 坂口さゆり（08,12）
- 元木 - アライジン（08,12）
- 山浦 - 小國彰裕（08,12）
- 岡島 - 鈴木隆仁（08,12）
- 八珪法師 - 吉成浩一（10 - 12）
- 中年男 - 松浦俊秀（10）

## スタッフ
- 原作 - 雨宮慶太
- 監督 - 梅津芳臣、井野十兵、日暮英典、下田章仁、井上正大
- 脚本 - 塩田泰造、田所周、森田理生、井上正大
- 音楽 - 井上俊次
- エグゼクティブ・プロデューサー - 二宮清隆
- アソシエイト・プロデューサー - 吉田健太郎
- プロデューサー - 林洋輔、西拓也
- アクション監督 - 川名求己、和田三四郎
- 特別協力 - サンセイアールアンドディ
- 製作/制作- 東北新社

## 主題歌
オープニングテーマ曲「慟哭の彼方」
作詞 - 奥井雅美 / 作曲 - 影山ヒロノブ / 編曲 - 小山寿（onetrap） / 歌 - JAM Project
エンディングテーマ曲「慟哭の彼方 〜Instrumental Version〜」
編曲 - 寺田志保・栗山善親

## 各話リスト
| 話数       | サブタイトル           | 脚本            | アクション監督 | 監督              |
| ---------- | ---------------------- | --------------- | -------------- | ----------------- |
| EPISODE 00 | 神牙／ジンガ           | 田所周          | 川名求己       | 梅津芳臣          |
| EPISODE 01 | 消滅／再生             | 塩田泰造        | 川名求己       | 梅津芳臣          |
| EPISODE 02 | 絶望／希望             | 塩田泰造        | 川名求己       | 梅津芳臣          |
| EPISODE 03 | 決意／悪意             | 塩田泰造        | 和田三四郎     | 井野十兵          |
| EPISODE 04 | 疑念／目覚             | 森田理生        | 和田三四郎     | 井野十兵          |
| EPISODE 05 | 混迷／教示             | 田所周          | 川名求己       | 日暮英典          |
| EPISODE 06 | 表／裏                 | 田所周          | 川名求己       | 井野十兵 下田章仁 |
| EPISODE 07 | 絆／断                 | 田所周          | 和田三四郎     | 日暮英典          |
| EPISODE 08 | 妄信／懐疑             | 田所周          | 和田三四郎     | 日暮英典          |
| EPISODE 09 | 無始／無終             |                 | 和田三四郎     | 井上正大          |
| EPISODE 10 | 独尊／窮地             | 田所周          | 和田三四郎     | 下田章仁          |
| EPISODE 11 | 虚構の大儀／事実の真理 | 田所周 塩田泰造 | 川名求己       | 梅津芳臣          |
| EPISODE 12 | 終焉／創成             | 田所周 塩田泰造 | 川名求己       | 梅津芳臣          |

## 放送局
| 放送期間                 | 放送時間                     | 放送局         | 対象地域 | 備考                      |
| ------------------------ | ---------------------------- | -------------- | -------- | ------------------------- |
| 2018年10月5日 - 12月28日 | 金曜 0:30 - 1:00（木曜深夜） | TOKYO MX       | 東京都   |                           |
|                          | 金曜 2:00 - 2:30（木曜深夜） | BS11           | 日本全域 | BS放送                    |
| 2018年10月8日 -          | 月曜 0:00 - 0:30（日曜深夜） | ファミリー劇場 | 日本全域 | CS放送 / リピート放送あり |
| 2018年10月19日 -         | 金曜 1:00 - 1:30（土曜深夜） | 福井テレビ     | 福井県   |                           |
| 2019年1月7日 -           | 月曜 1:25 - 1:55（日曜深夜） | 青森朝日放送   | 青森県   |                           |

## 舞台
『神ノ牙-JINGA- 転生』のタイトルで、2019年1月5日から14日まで、天王洲 銀河劇場にて舞台プロデュースユニット「銀岩塩」の第3回公演として上演された。
2018年10月10日、舞台化が明らかにされた。ドラマ版でも神牙役を演じた井上正大が、舞台版では主演に加えて総指揮・演出を務める。
シリーズを見たことの無い人でも楽しめるエンターテイメントを詰め込んだうえ、ドラマとの連動性をつけようというところから始まった本舞台では、ドラマの謎を解いて完結へ向かうほか、プロジェクションマッピングの進化版のような「ホログラムマッピング」など、さらに新しい試みを上乗せしているという。

### 主なスタッフ
- 総指揮・演出 - 井上正大
- 脚本 - 塩田泰造
- 監修 - 雨宮慶太

### キャスト（舞台）
ジンガ、アミリ、ケルス、ラメド、ルミド以外は舞台のみのオリジナルキャスト。
- 御影神牙 / ジンガ - 井上正大
- アミリ、アルヴァ（声） - 松野井雅
- 友葉 - 伊波杏樹、小田えりな（AKB48）（Wキャスト）
- サーシャ - 山本一慶
- ルカ - 正木郁
- ユヅキ、オンタケ - 清水佐紀
- シエラ - 福圓美里
- シエラ - 名塚佳織
- ウシオ - 宮城紘大
- サエカ - 仙石みなみ、磯原杏華（Wキャスト）
- ケルス - 湯本美咲
- トミノ - doNcHY
- カイセ - 佐藤一真
- ラメド、バクトラ - 佐藤大介
- イカリ - 並木秀介
- キドウ - 野田博史
- 魔界ダンサーズ - EGA、RYO、TAKA-KI、Kraus、HiRo-C
- アクションホラー - 下尾浩章、工藤翔真、片伯部浩正
- ホラー - 酒井颯斗、野田龍之介、手塚早愛
- バツ、ホラー - 吉葉友紀
- レイ、ホラー - 伊藤玲奈
- フミ、ホラー - 田口史矢
- ルミド、ミドウジ - 岩田有弘
- フギ - 中村誠治郎

### ゲスト出演
各回の公演には、ゲストが一人出演した。ゲストとして出演した人物の一覧は以下の通り。
三中元克、岩田華怜、上田堪大、鷹松宏一、江川達也、向里憂香、緒月遠麻、藤田玲、倉持由香、隼人、関智一、木村昴、釘宮理恵、中村優一、柏木佑介（順不同）

## 関連商品

### DVD・Blu-ray
2019年7月3日にポニーキャニオンからテレビドラマ版のDVDとBlu-rayが発売された。舞台版のDVDとBlu-rayは、2019年6月30日に発売。

### CD
JAM Project　BAEST COLLECTION　XⅢ
2018年10月31日にランティスより発売された、JAM Projectのアルバム。本作のオープニングテーマが初収録された。
牙狼<GARO>黄金歌集「牙狼奏」
2020年9月23日にランティスより発売された、牙狼シリーズのベストアルバム。本作のオープニングテーマを収録。